# Alliance française des Seychelles
 (janvier 2025).
L'Alliance française des Seychelles, ou Alliance française de Victoria, est une organisation culturelle représentant l'Alliance française aux Seychelles, un État insulaire du sud-ouest de l'océan Indien. Elle a ses locaux à Victoria, la capitale, sur l'île de Mahé.
L'Alliance propose à ces adhérents un large choix de programmes pédagogiques pour apprendre le français dès le plus jeune âge. Des cours de français avec objectif professionnel sont également proposés aux institutions ou compagnies locales.
Elle a également pour rôle de diffuser la culture francophone, via sa médiathèque, et de promouvoir l'art créole dans l'océan indien en organisant régulièrement dans ses locaux des expositions d'artistes seychellois, de l'Océan Indien et de France.
De nombreux artistes seychellois ont exposé leurs créations, sculptures, peintures ou arts plastiques, dans les locaux spacieux de l'Alliance française, on peut notamment citer : Colbert Nourrice, Peter Lalande, Egbert Marday, Léon Radegonde ou Nigel Henry.